# Boris Markarov
Pour les articles homonymes, voir Markarov.
Boris Markarov, né le 12 mars 1935 et mort le 23 avril 2023, est un joueur de water-polo international soviétique. Il remporte la médaille de bronze lors des Jeux olympiques d'été de 1956 à Melbourne.

## Palmarès

### En sélection
- Union soviétique
  - Jeux olympiques :
    - Médaille de bronze : 1956.